# William F. Haxby
William Fulton Haxby (* 3. Oktober 1949 in Minneapolis, Minnesota; † 4. Januar 2006 in Westwood, New Jersey) war ein US-amerikanischer Geologe.
William Haxby wurde in Minneapolis geboren und studierte Geophysik an der University of Minnesota sowie in Cornell und Oxford.
Haxby erstellte die erste Karte des Meeresbodens, die auf Satellitenmessungen der Oberfläche beruhte. Seine späten Arbeiten dokumentieren die Entstehung von Eisbergen vor Grönland, die dann in den Atlantik treiben.

## Werke
- Studies of the state of stress, mechanical behavior, and density structure of the lithosphere. Thesis (Ph. D.) Cornell University, 1978, OCLC 707690616.
- Gravity Field of the Worlds Oceans a Portrayal of Gridded Geophysical Data Derived from Seasat Radar Altimeter Measurement 87-Mgg04. Data Marketing, 1987, OCLC 18991838.